# 西班牙內政部
西班牙內政部是西班牙政府的一个部门，該部門负责公共安全以及國家安全、維護宪法权利、指挥执法机构、移民事务、监狱、民事防护和交通安全。 
西班牙內政部由内政大臣领导，内政大臣經西班牙首相提名後由西班牙君主任命。西班牙内政大臣主要由三名官员协助。